# Sonata para piano n.º 16 (Schubert)

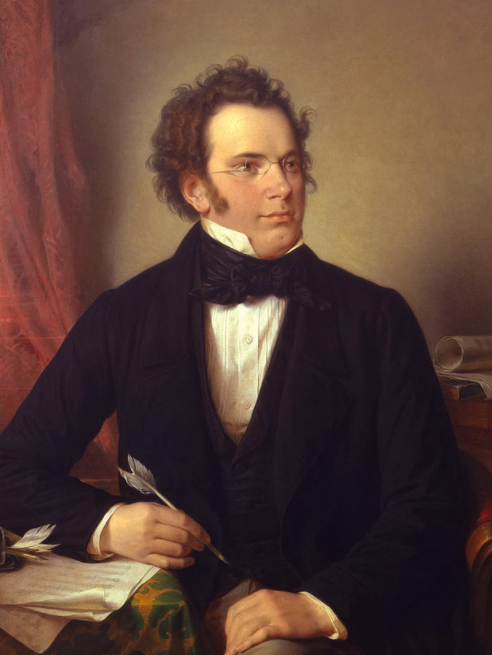
Franz Schubert

La Sonata para piano n.º 16 en la menor, D. 845 (Op. 42) de Franz Schubert es una sonata para piano solo, compuesta en mayo de 1825. 
El segundo movimiento tiene forma tema y variaciones. Hubo notables intérpretes de la obra durante el siglo XIX, entre ellos Hans von Bülow, que interpretó la sonata en Europa y Estados Unidos.
Daniel Coren ha tratado la naturaleza de la recapitulación en el primer movimiento de la sonata.
Una versión abreviada del primer movimiento de esta sonata se escucha en el anime Nodame Cantabile.

## Estructura y análisis musical
La sonata consta de cuatro movimientos:
1. Moderato
2. Andante poco mosso
3. Scherzo: Allegro vivace
4. Rondó: Allegro vivac

### I. Moderato
La menor; alla breve
El primer movimiento está compuesto en una forma sonata atípica. Una frase de octava al unísono en pianissimo quejumbrosa, algo ominosa, adornada con mordiente abre la obra, con un consecuente acorde contrastante. Los temas primero y segundo rítmicamente similares de la exposición no están claramente separados estructuralmente, una característica que continúa más tarde en la transición ambigua a la recapitulación. El desarrollo atmosférico y expansivo, inusual para su época, se caracteriza por una sensación de dilatación y divagación del tiempo, y es un ejemplo temprano de esta característica definitoria de las obras maduras de Schubert (véanse los desarrollos de las últimas sonatas y el quinteto de cuerda). El do mayor relativo, así como el fa mayor submediante, desempeñan papeles estructurales y dramáticos importantes en este movimiento y en los posteriores. El movimiento es generalmente tranquilo y tenso, puntuado por clímax dramáticos y una coda estentórea.

### II. Andante poco mosso
Do mayor; Tema y Variaciones - Andante poco mosso
El segundo movimiento comprende 5 variaciones sobre un tema simple de 32 compases y dos secciones con elementos de contrapunto y cromatismo. Las variaciones se someten generalmente a una subdivisión rítmica progresiva, con una variación menor paralela seguida de un cambio de tonalidad que prepara un retorno definitivo a la tónica para la variación final. Este formato, que evita la monotonía tonal y produce una sensación de ida y vuelta, es idéntico al del Impromptu n.° 3, D 935 de Schubert (incluso incluyendo relaciones de tonalidad), y es típico de las obras clásicas tardías en general. La primera variación introduce una figuración cromática evasiva que acompaña al tema, por lo demás prácticamente inalterado. La segunda variación es un scherzando enérgico, generosamente ornamentado con toques cromáticos y menores continuos. La tercera variación sombría y dramática está en la paralela menor, con un notable uso de la disonancia y un enfoque en la segunda menor. Esta nota prepara el cambio de tonalidad a la submediante, La♭ mayor, en la variación cuatro, una serie virtuosa de 32 notas rápidas que hace un uso intensivo del cromatismo y las figuraciones pianísticas idiomáticas. La variación final, de vuelta en do mayor, es comparativamente simple, con acordes repetidos en tresillos de corcheas y una calidad pastoral. Mantiene el enfoque de la variación anterior, así como secciones clave menores, uniendo el movimiento. La pieza termina con una breve coda y una cadencia.
En la mayoría de las versiones impresas, la primera variación no es exacta: faltan 4 compases (correspondientes a los compases 20-23 del tema) después del compás 43. Esta discrepancia fue señalada por primera vez por Paul Badura-Skoda. (Neue Zeitschrift für Musik 119, 1958 p. 635-43). La edición de Wiener Urtext proporciona una enmienda con la nota: "Pasaje en letra más pequeña - inserción sugerida por el editor - totalmente faltante en la Primera edición, probablemente debido a un error del grabador al cambiar a una nueva página. Es inconcebible que Schubert omita deliberadamente cuatro compases aquí ya que hay completa conformidad en las otras variaciones". (Schubert: Sämtliche Klaviersonaten Band 2 (Tirimo), p. 241.) La primera edición es la fuente principal ya que el autógrafo se perdió.

### III. Scherzo
Scherzo: Allegro vivace - Trío: Un poco più lento
La menor/mayor, trío en fa mayor
En forma ternaria compuesta, el scherzo mercurial y sombrío juega con elementos del primer movimiento (en particular, la secuencia de acordes V-I-V-I del segundo tema), y sintetiza, refuerza y resume las relaciones armónicas y temáticas de toda la sonata, un enfoque de Schubert utilizado en los scherzos en sus últimas sonatas para piano. Las extrañas longitudes de frase, los efectos de súbito y las modulaciones distantes no preparadas le dan al scherzo un carácter peculiar. El trío pastoral en fa mayor, un interludio suavemente oscilante con una dinámica suave, contrasta marcadamente con el resto del movimiento.

### IV. Rondó: Allegro vivace
La menor 
Este movimiento, en forma sonata, es un rondó con recapitulación en escorzo. El tema del rondó, similar a la toccata, al igual que los temas del allegro y el scherzo, comienza en la menor y pronto se modula a do mayor. La secuencia de acordes V-I-V-I presentada en el primer y tercer movimiento vuelve a aparecer de manera prominente en los episodios intermedios. El movimiento es breve, especialmente para un final de Schubert, y termina enérgicamente con una sección de cierre accelerando.